# گردهمایی بزرگ اضطراری

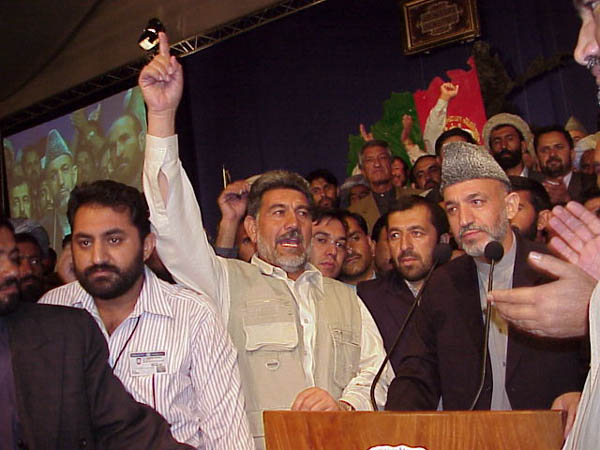
حامد کرزی به عنوان رئیس‌جمهور دولت انتقالی در گردهمایی بزرگ اضطراری در سال ۱۳۸۱ که در کابل برگزار شده بود، انتخاب شد.

گردهمایی بزرگ اضطراری (پشتو: لویه جرگه اضطراری) از ۲۱ خرداد/جوزا تا ۲۹ جوزا/خرداد ۱۳۸۱ در کابل برگزار شد. تا رئیس دولت انتقالی را انتخاب شود. گردهمایی بزرگ اضطراری بنا بر توافق امضا شده در کنفرانس بن که در قوس/آذر ۱۳۸۰ امضا شده بود، تشکیل شد. کنفرانس بن تحت حمایت سازمان ملل متحد در بن آلمان و پس از سقوط طالبان با حمله نیروهای آمریکا به منظور یافتن راه حل برای تشکیل دولت آینده افغانستان برگزار شده بود.

## مقدمات
در ۱ دلو/بهمن ۱۳۸۰ دبیرکل سازمان ملل متحد، کوفی عنان کمیته مسئول برگزاری گردهمایی بزرگ اضطراری را اعلام کرد. اسماعیل قاسمیار که حقوقدان و متخصص قانون اساسی ریاست و یک خانم به نام محبوبه حقوقمل که یک مدرس علوم سیاسی یکی از دو معاونت این کمیته را بر عهده داشتند. کمیسیون تصمیم گرفت که لویه جرگه با حضور ۱۴۵۰ نفر برگزار شود که ۱۰۵۱ تن آن به صورت غیر مستقیم انتخاب خواهند شد. از هر منطقه ۲۰ نفر انتخاب شد، که سپس یک رای‌گیری پنهان برای تعیین یک نمایندگی از کل منطقه برگزار شد. هر ۳۶۲ منطقه از کل کشور حداقل یک نماینده داشت، صندلی‌های بیشتر برای هر ۲۲٬۰۰۰ نفر اختصاص داده شد. کمیسیون ۱۰۰ صندلی را برای مهاجرین، ۲۵ صندلی برای کوچی‌ها، ۵۳ صندلی برای اعضای دولت موقت و اعضای کمیسیون و ۱۶۰ صندلی را برای زنان اختصاص داد. این اولین بار در تاریخ افغانستان بود که زنان در لویه جرگه حضور داشتند.در ماه مه نگرانی‌هایی در خصوص تأثیر گروه‌ها مسلح برای انتخاب اعضای لویه جرگه منتشر شد و کمیسیون شکایت‌های متعددی از ارعاب و خشونت دریافت کرد.

## تأخیر

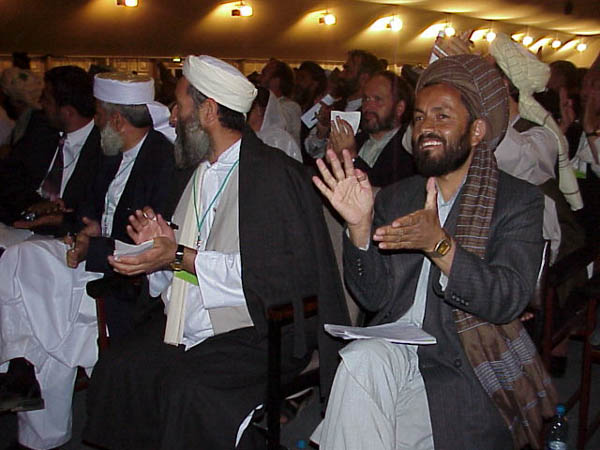
شرکت‌کنندگان در گردهایی بزرگ اضطراری ۱۳۸۱

نشست گردهمایی بزرگ اضطراری در یک چادر بزرگ با تهویه هوا و فرش شده در دانشگاه پلی تکنیک/فنی مهندسی کابل برگزار شد. حدود ۲۰۰ نماینده، ۵۰۰ نفر بیشتر از تعداد دعوت شده در ابتدای ماه جوزا/خرداد وارد شدند. ۵۰ نماینده اضافه نیز برای رضایت خواسته‌های رهبران جهادی نیز شامل می‌شد.
مهم‌ترین اقدام لویه جرگه، تعیین رئیس‌جمهور دولت انتقالی بود که کشور را تا انتخابات سال ۲۰۰۴ رهبری کند. در ابتدا دو نامزد اعلام شد: برهان‌الدین ربانی، رئیس‌جمهور اسبق و حامد کرزی رئیس دولت موقت که پشتیبانی آمریکا را نیز داشت. عبدالله عبدالله و محمدقسیم فهیم (معاون احمد شاه مسعود) نیز حمایت خود را از حامد کرزی اعلام کردند. سومین نامزد احتمالی محمد ظاهر شاه پادشاه اسبق افغانستان بود که پس از کودتای ۲۶ سرطان/تیر در سال ۱۳۵۲ توسط محمد داوود خان خلع قدرت شده بود و تا زمان سقوط طالبان در رم زندگی می‌کرد و پس از سقوط آنان به افغانستان بازگشته بود. وی که دولت موقت افغانستان را تأسیس کرده بود از طرف هوادارانش که به گروه رم شناخته شده بودند، حمایت می‌شد که به عنوان رئیس‌جمهور انتخاب شود. پس از ورود وی به کابل حدود ۸۰۰ نفر تقاضایی را امضا کردند که ظاهرشاه به عنوان رئیس دولت نامزد شود اما با توجه به بعضی از حدس و گمان‌ها، سازمان ملل متحد و ایالات متحده آمریکا مانع شدند.
آغاز گردهمایی بزرگ از تاریخ ۲۰ و ۲۱ جوزا/خرداد به‌دلیل «مشکلات لجستیکی و تهیه پیش نویس» به تعویق افتاد. در ۲۰ جوزا/خرداد زلمی خلیلزاد، نماینده ایالات متحده آمریکا در کنفرانسی اعلام کرد که محمد ظاهر شاه نامزد نیست و محمد ظاهر شاه نیز در یک کنفرانس دیگر تأیید کرد که: «قصد بازگشت به قدرت را ندارد و هیچ جایگاهی در گردهمایی بزرگ ندارد». در کنفرانسی حامد کرزی محمد ظاهر شاه را «بابای ملت» نامید و از وی تشکر کرد.

## جلسه افتتاحیه
جلسه افتتاحیه توسط محمد ظاهرشاه پادشاه اسبق افغانستان در سال‌های ۱۹۳۳ تا ۱۹۷۳ افتتاح شد. حامد کرزی نیز نقش مهمی در برگزاری جلسه افتتاحیه داشت و اعلیحضرت را بابای ملت خطاب کرد. کرزی، شاه را به عنوان رئیس افتخاری مجمع عمومی اعلام کرد و بیان کرد که اعلیحضرت نقش نظارتی را در نوشتن قانون اساسی جدید افغانستان بر عهده خواهد داشت و جایگاهی را در برگزاری جشن‌های ملی به وی اهدا کند.
رهبران قوم تاجیک و ائتلاف شمال جایگاه و تسلط بیشتری در کابینه دولت موقت داشتند به همین منظور اکثریت پشتون‌ها حق بیشتری در دولت انتقالی خواستار بودند. به همین علت یونس قانونی یکی از رهبران اتحاد شمال در جلسه افتتاحیه گفت که از سمت وزارت داخله استعفا می‌دهد تا کرزی بتواند با گسترش گروه‌های قومی در حکومت دولت را تقویت کند. برهان الدین ربانی نیز از نامزدی خود برای ریاست دولت انتقالی برای حفظ وحدت در افغانستان و به حمایت حامد کرزی پس گرفت.
برای فرد برای نامزد شدن در رای‌گیری باید ۱۵۰ امضا می‌توانست ارسال کند. غلام فارق مجیدی توانست فقط ۱۰۱ امضا کسب کند به همین علت کنار گذاشته شد. محمد آصف محسنی از فرماندهان جهادی یک لیست با ۱٬۰۵۰ امضا، مسعوده جلال دکتر و یک متخصص در سازمان جهانی غذا، محفوظ ندایی افسر پلیس، شاعر و معاون وزیر کشور توانستند امضا کافی برای حضور در رای‌گیری جمع کنند.

## انتخاب رئیس دولت
در طی روز اول، چندین محافظ شخصی از جمله محافظان احمد ولی مسعود پس از هدف اسلحه قرار دادن نیروهای آیساف در حراست دستگیر شدند. در طی روز دوم حدود ۶۰ الی ۷۰ نماینده از همایش بیرون رفتند. آن‌ها از مانورهای سیاسی در گردهمایی بزرگ ناامید شده بودند و بیشتر ناامید از برگزاری یک انتخابات آزاد در آینده کشور بود.
انتخابات در روز ۲۳ جوزا/خرداد ۱۳۸۱ در یک انتخابات با رأی مخفی و با عکس‌های سیاه و سفید نامزدها مجاور اسم آنان برگزار شد. حامد کرزی توانست با کسب ۸۳ درصد آراء به عنوان رئیس دولت انتقالی افغانستان انتخاب شود.
نتیجه آراء
| کاندیداها   | آراء  | %     |
| ----------- | ----- | ----- |
| حامد کرزی   | ۱٬۲۹۵ | ۸۳ ٪  |
| مسعوده جلال | ۱۷۱   | ۱۱ ٪  |
| محفوظ ندایی | ۸۹    | ۶ ٪   |
| آراء کل     | ۱٬۵۵۵ | ۱۰۰ ٪ |

## انتخاب کابینه دولت انتقالی
در ۲۹ جوزا/خرداد ۱۳۸۱ حامد کرزی ۱۴ وزیر و سه معاون و رئیس دادگستری دولت انتقالی را اعلام کرد. همان روز وی به عنوان رئیس‌جمهور سوگند یاد کرد. هر سه پست معاونت حامد کرزی به فرماندهان اتحاد شمال داده شد. هرچند کرزی سعی کرد که معاونین از یک قوم نباشند. در همان روز گردهمایی بزرگ بسته شد. گزارش‌های مربوط به گردهمایی مثبت بود. عمر زاخیلول و آدینه نیازی در اینترنشنال هرالد تریبیون نوشتند: «همه نمایندگان از پشتون، تاجیک، هزاره، اوزبیک، شهری، روستایی، سنی، شیعه کنار هم نشسته بودیم، انگار به یک روستا تعلق داشتیم». با اینحال، آن‌ها از نتیجه این گردهمایی به‌دلیل کاهش نیافتن قدرت جنگ‌سالاران ناامید شدند. تلاش برای رئیس‌جمهور کردن ظاهرشاه اقدامی بود تا کسی مستقل برای مقابله با جنگ‌سالاران بتواند بایستد.

## عواقب: وزیران اضافی
پس از گردهمایی بزرگ اضطراری، اختلاف نظرها در کابینه دولت کرزی به وجود آمد و چندین نام دیگر به لیست کابینه، قبل از مراسم سوگند یاد کردن کابینه در ۳ سرطان/تیر ۱۳۸۱ اضافه شده بود. یونس قانونی از سمت وزارت معارف ناراضی بود و توقع داشت که سمتی همچون نخست‌وزیر را داشته باشد. وی در ابتدا گفت که در نظر دارد تا به کابینه ملحق نشود. بعدها کرزی قانونی را به عنوان مشاور امنیتی خود منصوب کرد و وی با این حال تصمیم گرفت که در کابینه دولت حضور یابد و خارج از دولت حزبی را تشکیل داد و در انتخابات بعدی خود را نامزد ریاست جمهوری کرد. کارمندان وزارت داخله در ابتدا مانع از حضور وردک در ساختمان وزارت خانه شدند.
همچنین پست وزارت زنان نیز بحث‌برانگیز بود: سیما سمر پس از تهدیدات و شکایت از وی در دادگاه عالی وی تصمیم گرفت که سوگند یاد نکند. از آنجا که سیما سمر در لیست نبود هیچ وزیری برای زنان تعیین نشد. کرزی بعدها محبوبه حقوقمل را به عنوان سرپرست وزارت امور زنان تعیین کرد.